# Сем Грінвуд
Самуель Джеймс Грінвуд (англ. Samuel James Greenwood, нар. 26 січня 2002, Сандерленд, Англія) — англійський футболіст, атакувальний півзахисник клубу «Лідс Юнайтед».

## Ігрова кар'єра

### Клубна
Сем Грінвуд пройшов через молодіжні команди клубів «Сандерленд» та лондонського «Арсеналу». У 2020 році футболіст приєднався до «Лідс Юнайтед», підписавши з клубом трирічний контракт. Першу гру в основі «Лідса» Грінвуд провів 10 мічня 2021 року в кубковому матчі проти «Кроулі Таун». В чемпіонаті країни футболіст дебютував у матчі проти лондонського «Арсенала» 18 грудня 2021 року.
В серпні 2023 року на правах оренди Грінвуд приєднався до клубу Чемпіоншип «Мідлсбро». Наступний сезон футболіст також провів, граючи в оренді — в клубі «Престон Норд Енд».

### Збірна
У 2019 році в складі юнацької збірної Англії (U-17) Сем Грінвуд брав участь у юнацькому чемпіонаті Європи, що проходив в Ірландії.
16 листопада 2021 року Грінвуд провів гру в складі молодіжної збірної Англії.